# Hells Gate Moraine
Hells Gate Moraine är en kulle i Antarktis. Den ligger i Östantarktis. Nya Zeeland gör anspråk på området. Toppen på Hells Gate Moraine är 15 meter över havet.
Terrängen runt Hells Gate Moraine är kuperad norrut, men söderut är den platt. Havet är nära Hells Gate Moraine åt sydost.  Trakten är glest befolkad. Närmaste befolkade plats är Enigma Lake Station, 18,4 kilometer norr om Hells Gate Moraine. 